# طوماش فابيان
طوماش فابيان (بالتشيكية: Tomáš Fabián)‏ (10 سبتمبر 1989 بملادا بوليسلاف في التشيك - ) هو لاعب كرة قدم تشيكي في مركز الوسط. شارك مع منتخب جمهورية التشيك تحت 21 سنة لكرة القدم. أما مع النوادي، فقد لعب مع نادي ملادا بوليسلاف وFK Varnsdorf ‏.

## وصلات خارجية
- طوماش فابيان على موقع الاتحاد التشيكي (الإنجليزية)
- طوماش فابيان على موقع قاعدة بيانات كرة القدم.إي يو (الإنجليزية)
- طوماش فابيان على موقع Soccerway.com (الإنجليزية)